# 卡茚西林
卡茚西林（INN：Carindacillin），也称为羧苄西林茚满（USAN：Carbenicillin indanyl），是一种青霉素类抗生素。它是羧苄西林的前药。
它以钠盐的形式口服给药。它以前由辉瑞公司在美国销售，商品名为Geocillin。辉瑞公司在2008年之后的某个时候从美国市场撤回了卡茚西林。

## 药动学
在通过小肠吸收后不久，卡茚西林被水解成羧苄西林。羧苄西林通过干扰易感细菌（包括铜绿假单胞菌、大肠杆菌和一些变形杆菌）的最终细胞壁合成发挥作用。最常见的不良反应包括恶心、味觉不良、腹泻、呕吐、胀气和舌炎。卡茚西林被批准用于成人治疗前列腺炎和尿路感染。剂量在每天2000到4000毫克之间，分成等间隔的剂量。